# Swin Gill
Der Swin Gill ist ein Wasserlauf in Dumfries and Galloway, Schottland. Er entsteht an der Südöstseite des Swingill Height und fließt in südöstlicher Richtung bis zu seiner Mündung in den Meikledale Burn.